# Monument à Christophe Colomb (Séville)
Pour les articles homonymes, voir Christophe Colomb (homonymie).
Le monument à Christophe Colomb est situé sur le paseo de Catalina de Ribera, à Séville, en Andalousie . 
L'architecture du monument est due à Juan Talavera y Heredia et la sculpture à Lorenzo Coullaut Valera. Il a été bâti par souscription populaire, gérée à partir de 1917 par le directeur du quotidien Le Libéral, José Laguillo y Bonilla. Il a été placé ici en 1921 .
Il n'est pas l'unique monument à Colomb de la ville. Il y a aussi celui du parc de San Jerónimo, connu comme l'Oeuf de Colomb (à cause de sa forme) et il y a également une statue de lui dans le jardin du monastère de la Cartuja. 

## Caractéristiques
Il consiste en un socle surmonté deux colonnes de pierre. Au milieu des colonnes il y a deux proues de caravelles. Sur les proues il y a deux cartels, un de chaque côté, avec les noms d'Isabelle la Catholique et Ferdinand d'Aragon respectivement. Les proues comme les deux cartels sont faits de bronze. Sur le socle des deux colonnes il y a deux médaillons de marbre, un de chaque côté, avec le buste de Colomb et le bouclier des Rois Catholiques respectivement. La partie supérieure du monument, reliant les deux colonnes, est surmontée d'un lion avec un orbe emblème de la monarchie. La hauteur totale du monument est de 23 mètres.